# 黑鋸蓋魚
黑鋸蓋魚為輻鰭魚綱鱸形目鱸亞目鋸蓋魚科的一種，分布於東太平洋墨西哥下加利福尼亞至哥倫比亞北部淡水、半鹹水及海域，體長可達123公分，棲息在沿海紅樹林、潟湖及河口底層水域，生活習性不明，可做為食用魚及遊釣魚。

## 擴展閱讀
維基物種上的相關：黑鋸蓋魚